# Geoff Bray
Geoff Bray (sinh ngày 30 tháng 5 năm 1951) là một cựu cầu thủ bóng đá người Anh thi đấu ở Football League cho Oxford United, Swansea City và Torquay United.